# Ramon Berenguer IV
Ramon Berenguer IV (Barcelona, 1113 - Borgo San Dalmazzo, 8 augustus 1162), bijgenaamd de heilige, was een zoon van graaf Raymond Berengarius III van Barcelona en diens tweede echtgenote Dulcia van Provence.
Hij volgde in 1131 zijn vader op als graaf van Barcelona. Tevens was hij graaf van Osona en Besalu. Ook trad hij op als graaf-regent (en daarom geteld als graaf Berengarius Raymond II) voor Raymond Berengarius III van Provence.
In 1137 werd hij prins-regent van Aragón, als deel van een huwelijksplanning (1151) met Petronila van Aragón (1136-1174), dochter van Ramiro II.
Raymond Berengarius steunde de reconquista van Castilië en slaagde erin om Almería te heroveren in 1147. Als graaf van Barcelona en de Provence, streed hij tegen de graaf van Toulouse en verwierf hij het heerschap over Béarn.
Hij was vader van:
- (Ramon) = Alfons II (1154-1196)
- Dulcia (1159-1198), in 1175 gehuwd met Sancho I van Portugal (1154-1211)
- Sancho (1161-1226), graaf van Roussillon
- (Pedro) = Raymond Berengarius IV van Provence (-1181), regent van Provence
- Raymond Berengar (-1213), aartsbisschop van Narbonne.

## Voorouders
| Voorouders van Ramon Berenguer IV van Barcelona | Voorouders van Ramon Berenguer IV van Barcelona                                     | Voorouders van Ramon Berenguer IV van Barcelona                                     | Voorouders van Ramon Berenguer IV van Barcelona                                     | Voorouders van Ramon Berenguer IV van Barcelona                                     | Voorouders van Ramon Berenguer IV van Barcelona                                     | Voorouders van Ramon Berenguer IV van Barcelona                                     | Voorouders van Ramon Berenguer IV van Barcelona                                     | Voorouders van Ramon Berenguer IV van Barcelona                                     |
| ----------------------------------------------- | ----------------------------------------------------------------------------------- | ----------------------------------------------------------------------------------- | ----------------------------------------------------------------------------------- | ----------------------------------------------------------------------------------- | ----------------------------------------------------------------------------------- | ----------------------------------------------------------------------------------- | ----------------------------------------------------------------------------------- | ----------------------------------------------------------------------------------- |
| Overgrootouders                                 | Raymond Berengarius I van Barcelona (1053-1082) ∞ Almodis van La Marche (-1071)     | Raymond Berengarius I van Barcelona (1053-1082) ∞ Almodis van La Marche (-1071)     | Robert Guiscard (1015-1085) ∞ Sikelgaita (ca. 1040-1090)                            | Robert Guiscard (1015-1085) ∞ Sikelgaita (ca. 1040-1090)                            | Bérenger de Millau (1025-1080) ∞ Adèle de Carlat (1060-1115)                        | Bérenger de Millau (1025-1080) ∞ Adèle de Carlat (1060-1115)                        | Godfried van Provence (1013-1063) ∞ Dulcia van Marseille (-1100)                    | Godfried van Provence (1013-1063) ∞ Dulcia van Marseille (-1100)                    |
| Grootouders                                     | Raymond Berengarius II van Barcelona (1053-1082) ∞ Mathilde van Calabrië (-1111)    | Raymond Berengarius II van Barcelona (1053-1082) ∞ Mathilde van Calabrië (-1111)    | Raymond Berengarius II van Barcelona (1053-1082) ∞ Mathilde van Calabrië (-1111)    | Raymond Berengarius II van Barcelona (1053-1082) ∞ Mathilde van Calabrië (-1111)    | Gilbert I van Gévaudan (1080-1147) ∞ Gerberga van Provence (1060-1115)              | Gilbert I van Gévaudan (1080-1147) ∞ Gerberga van Provence (1060-1115)              | Gilbert I van Gévaudan (1080-1147) ∞ Gerberga van Provence (1060-1115)              | Gilbert I van Gévaudan (1080-1147) ∞ Gerberga van Provence (1060-1115)              |
| Ouders                                          | Raymond Berengarius III van Barcelona (1082-1131) ∞ Dulcia van Provence (1090-1129) | Raymond Berengarius III van Barcelona (1082-1131) ∞ Dulcia van Provence (1090-1129) | Raymond Berengarius III van Barcelona (1082-1131) ∞ Dulcia van Provence (1090-1129) | Raymond Berengarius III van Barcelona (1082-1131) ∞ Dulcia van Provence (1090-1129) | Raymond Berengarius III van Barcelona (1082-1131) ∞ Dulcia van Provence (1090-1129) | Raymond Berengarius III van Barcelona (1082-1131) ∞ Dulcia van Provence (1090-1129) | Raymond Berengarius III van Barcelona (1082-1131) ∞ Dulcia van Provence (1090-1129) | Raymond Berengarius III van Barcelona (1082-1131) ∞ Dulcia van Provence (1090-1129) |
| Ramon Berenguer IV van Barcelona (1113-1162)    |                                                                                     |                                                                                     |                                                                                     |                                                                                     |                                                                                     |                                                                                     |                                                                                     |                                                                                     |

- Catàleg d'autoritats de noms i títols de Catalunya: 981058520050306706
- Gemeinsame Normdatei: 1017110751
- International Standard Name Identifier: 0000 0000 2150 5922
- Library of Congress Control Number: n81003590
- Système universitaire de documentation: 17944252X
- Virtual International Authority File: 53000985
- WorldCat: E39PBJpYppMJFhMV6TKtxc8V4q